# 飛鳥幸子
飛鳥 幸子（あすか さちこ、1949年〈昭和24年〉2月5日 - ）は、日本の漫画家、イラストレーター。

## 来歴
富山県生まれ。高校2年生の時、第4回講談社少年少女漫画賞に佳作入選し、1966年「100人めのボーイフレンド」が『週刊少女フレンド』（講談社）16号に掲載されて漫画家としてデビューする。「怪盗こうもり男爵」「白いリーヌ」「フレデリカの朝」などの作品を発表し、読者の人気を得る。その後も集英社や小学館の週刊少女マンガ誌や学年誌で活躍、1980年代からはイラストレーターへ転向した。
Twitter開設後は再び漫画家業に復帰している。

## 人物
- 徹夜はほとんどしたことがなく、どんなことをしても眠くなるという。一日眠り続けて、夕方だったこともあるという。
- 覚えていたくないことを忘れることはできず、覚えたくないことはしなければよい、というモットーを持っている。
- 電話があまり好きではない。
- 漫画家以外になりたかった職業は精神分析医か、懺悔聴聞僧だった。
- タイムマシンがあったら、イエス・キリストの処刑が史実かどうか調べたいとのこと。
- 『アラビアンナイト』のシェヘラザードをストーリーテラーの先駆者として尊敬している。殺される恐怖から千一の物語を作り出したことに身につまされるものを感じるという。
- 何でも消すことがある消しゴムがあったら、世の中の悪を消したいという

「15名の少女漫画家によるアラビアンナイト風アンケート特集・答は星の数と同じだけある」より。

## 作品リスト

### 漫画作品
- 100人めのボーイフレンド（『週刊少女フレンド』1966年16号[3]）
- クレリアのすばらしい大冒険（『週刊少女フレンド』1966年47号）
- 0011ナポレオン=ソロ（『週刊少女フレンド』1967年13号 - 14号）
- 怪盗こうもり男爵シリーズ
  - 怪盗こうもり男爵（『週刊少女フレンド』1967年16号 - 19号）
  - Dr.アシモフの華麗な冒険（『週刊セブンティーン』1969年49号 - 1970年4号）
  - 怪盗紳士 アシモフ教授の華麗な冒険（『週刊少女コミック』1973年15号 - 22号）
- ハワイの休日（『週刊少女フレンド』1967年24号 - ）
- 白いリーヌ（『週刊少女フレンド』1967年30号 - ）
- フレデリカの朝（『週刊少女フレンド』1967年40号 - 43号）
- 恋は銀色（『週刊少女フレンド』1968年1号）
- ほおえみをあなたに（『COM』1968年1月号）
- ハレンチIQ大作戦（『別冊セブンティーン』1968年2月号）
- 恋のメロディ（『週刊少女フレンド』1968年 - 1968年12号）
- うたえデービー!（『週刊少女フレンド』1968年23号）
- ミス･イブとミスター･アダム（『週刊セブンティーン』1968年[7] - ）
- 紳士は甘いのがお好き（『週刊セブンティーン』1968年）
- キリスト正伝（『COM』1968年7月号）
- 誰がためにベルが鳴る（『COM』1969年10月号）
- ブラボー!5人娘（『週刊セブンティーン』）
- ラブスタイル0（『週刊セブンティーン』）
- エルシノア城奇談（『COM』1970年10月号）
- 赤い靴（原作：上条逸雄、『小学三年生』1972年11月号 - 1973年10月号） - コミカライズ
- キャシーの私生活（『週刊少女コミック』1973年3・4合併号）
- 王女さまがんばる!（『週刊少女コミック』1973年10号）
- ムッシュウ殿下の大作戦（『週刊少女コミック』1973年28号）
- 美しき吸血鬼（『週刊少女コミック』1973年33号）[8]
- ぼくとピンクバニー（『週刊少女コミック』1974年6・7合併号）
- ガラスの靴（『小学三年生』1974年4月号 - 1975年3月号→『小学四年生』1975年4月号 - 1976年3月号→『小学五年生』1976年4月号 - 6月号）
- メリージェーンは行方不明（『週刊少女コミック』1974年23号）
- わが名はネーレイド（『週刊少女コミック』1974年29号）
- アタック真理ちゃん（『小学三年生』→『小学四年生』） - コミカライズ
- アンダー・ワールド（『週刊少女コミック』1977年）[9]
- ロボット・ワールド（『週刊少女コミック増刊』1978年3月29日号）
- えり子の旅（『週刊少女コミック増刊DELUXE』1979年6月28日号）

### 書籍
- 『紳士は甘いのがお好き』若木書房〈ティーン・コミックス・デラックス〉、1970年
- 『怪盗こうもり男爵』若木書房〈ティーン・コミックス・デラックス〉、1971年
- 『そよ風のマリー』立風書房〈レモンコミックス〉、1975年
- 『ガラスの靴』全3巻、小学館〈てんとう虫コミックス〉、1976-1977年
- 『怪盗こうもり男爵』新書館〈ペーパームーン・コミックス〉、1979年
- 『飛鳥幸子の世界』全3巻、飛鳥幸子プロジェクトチーム、1980-1981年
- 『決定版！怪盗こうもり男爵』立東舎、2019年、ISBN 978-4845634118

ほか、明日香出版社より多数のビジネス書のイラストを担当。

### 電子書籍
- 『LUNA』
- 『スターチャイルド作戦』
- 『エクソダス』

## 関連文献
- 『決定版！怪盗こうもり男爵』立東舎、2019年、ISBN 978-4845634118